# Sony α700
La Sony α700 (DSLR-A700) è stato il secondo modello lanciato nella serie Sony α di fotocamere reflex digitali a obiettivo singolo con sensore APS-C, dopo la α100, con diversi miglioramenti rispetto a quest'ultima. Alcune delle tecnologie della fotocamera sono state ispirate dalla precedente Konica Minolta Maxxum 7D, come l'interfaccia/i comandi uomo-macchina, i menu LCD, il mirino e l'attacco dell'obiettivo.
L'8 marzo 2007, al PMA Trade Show, Sony ha annunciato due nuove fotocamere α, entrambe posizionate per essere "sopra" la α100 nella gamma Alpha in termini di prezzo e funzionalità. Un modello è stato definito "high amateur", con data di uscita a fine 2007. La α700 è stata interrotta e il suo successore, la α77 (SLT-A77), è stata annunciata il 24 agosto 2011, con disponibilità da ottobre 2011.